# Paul Hindemith
Paul Hindemith (sinh 1895 tại Hanau – mất 1963 tại Frankfurt) là nhà soạn nhạc, nhạc trưởng, nghệ sĩ đàn viola, nhà sư phạm, nhà lý thuyết âm nhạc người Mỹ gốc Đức. Ông là một trõng những nhà soạn nhạc lớn thời kỳ Hiện đại.

## Cuộc đời và sự nghiệp
Paul Hindemith bắt đầu học nhạc vào năm 9 tuổi, năm 1904. Sau đó, Hindemith học nhạc tại Nhạc viện Hoch, Frankfurt với các thầy Arnold Mendelssohn và Bernhard Sekles. Từ năm 1915 trở đi, ông làm việc tại Nhà hát opera Frankfurt, đồng thời chơi violin và viola trong dàn tứ tấu Rebner. Từ năm 1922 đến năm 1929, nhà soạn nhạc người Đức tiếp tục chơi viola trong dàn nhạc tứ tấu Amar, một dàn tứ tấu chơi các tác phẩm hiện đại, đi biểu diễn khắp châu Âu. Năm 1927, Hindemith được mời giảng dạy sáng tác tại Trường Cao đẳng âm nhạc Berlin. Năm 1934 tác phẩm Họa sĩ Mathis của ông bị chính quyền phát xít cấm trình diễn, nên ông đã sang Thổ Nhĩ Kỳ, Anh, Thụy Sĩ và đến Mỹ vào năm 1940. Ở đó, Hindemith là giáo sư thỉnh giảng của Trường Đại học Tổng hơp Yale. Năm 1947, ông trở về châu Âu, từ năm 1951 ông giảng dạy thường kỳ tại Đại học Tổng hơp Zurich và đến năm 1953, ông định cư tại Thụy Sĩ.

## Phong cách sáng tác
Paul Hindemith là một trong những nhà soạn nhạc lớn nhất thế kỷ XX. Ông có nhiều tác phẩm thuộc rất nhiều thể loại, thể hiện nhiều phong cách âm nhạc. Trong các sáng tác thời kỳ đầu sự nghiệp, Hindemith là một trong những ngọn cờ lãnh đạo trào lưu âm nhạc hiện đại, thứ trào lưu âm nhạc có gì đó cực đoan, chịu ảnh hưởng không nhỏ của hai trào lưu âm nhạc lớn: cấu trúc và biểu hiện. Về sau ông xa rời những thứ âm nhạc cực đoan, tiếp tục đổi mới, sáng tạo theo chiều hướng có nội dung và ý nghĩa giáo dục đao đức. Ông đấu tranh cho âm nhạc 12 cung, loại âm nhạc rất phổ biến đầu thế kỷ XX và những biểu hiện xa rời hệ thống đinh thức được vun đắp trong lịch sử âm nhạc châu Âu, đồng thời ủng hộ việc xích lại người nghệ sĩ với người nghe.

## Các tác phẩm
Paul Hindemith đã sáng tác 15 tác phẩm âm nhạc sân khấu, có thể kể đến Tên giết người, Niềm hy vọng của đàn bà (1921), Sancta Susana (1921), Họa sĩ Mathis (1938), Sự hài hòa của thế giới (1957); những tác phẩm ballet Herodiade (1944); những bản oratorio, nổi bật có Vĩnh cửu (1931); ba bản cantata Bài ca chiến thắng, Người gác đêm, Bài ca hy vọng (1953-1955); bốn bản giao hưởng (1934, 1940, 1946, 1951); những tác phẩm cho dàn nhạc gồm Những biến hóa giao hưởng dựa trên chủ đề âm nhạc của Weber (1943) và một số tác phẩm khác; những bản hòa tấu thính phòng; những tiểu phẩm cho piano, trong đó có liên khúc prelude và fuga Trò chơi của những điệu tính. Ngoài ra ông còn viết các cuốn sách, đáng chú ý có Những chỉ dẫn về sáng tác âm nhạc (2 tập-1937,1939).